# Borný
Borný är ett berg i Tjeckien.   Det ligger i regionen Liberec, i den norra delen av landet, 60 km norr om huvudstaden Prag. Toppen på Borný är 446 meter över havet, eller 146 meter över den omgivande terrängen. Bredden vid basen är 0,96 km. Borný ligger vid sjön Máchovo jezero.
Terrängen runt Borný är huvudsakligen platt.Runt Borný är det ganska glesbefolkat, med 28 invånare per kvadratkilometer. Närmaste större samhälle är Česká Lípa, 13,8 km nordväst om Borný. I omgivningarna runt Borný växer i huvudsak barrskog.